# Al-Ballanūbī
Abū l-Ḥasan ʿAlī ibn ʿAbd al-Raḥmān al-Kātib al-Ṣiqillī, più noto con la nisba al-Ballanūbī o al-Billanūbī 'quello di Villanuova' (in arabo بلنوبي، أبو الحسن علي بن عبد الرحمن،‎?‎; Villa Noba, ... – Egitto, ...; fl. XII-XIII secolo), è stato un poeta arabo-siciliano, vissuto a cavallo tra l'XI e il XII secolo, la cui fioritura si colloca nel contesto letterario della Sicilia islamica, la cui vita si svolge in un contesto storico di transizione della conquista normanna dell'Italia meridionale.

## Biografia
Abū l-Ḥasan ʿAlī ibn ʿAbd al-Raḥmān era un arabo di Sicilia discendente da Ansar, nativo di Villanova, da cui l'etnico con cui è conosciuto. Il toponimo Villanova (Villa Nova, Villa Noba, o Billanoba) rimanda a una località nei pressi di Bivona, il cui abitato, secondo Michele Amari, doveva esser sparito già prima della conquista normanna. A seguito dell'invasione normanna della Sicilia, al-Ballanūbī abbandonò l'isola. Si trasferì in al-Andalus, dove, al pari del più noto Ibn Hamdis, altro poeta esule dalla Sicilia, al-Ballanūbī si pose sotto l'ala protettrice dell'abbadide Muhammad al-Muʿtamid, poeta e mecenate, ultimo regnante musulmano sulla Taifa di Siviglia, che dal 1069 al 1091 raccolse presso la propria corte un importante sodalizio intellettuale.
In seguito fu al Cairo, in Egitto, dove morì agli inizi del Millecento, dopo aver raggiunto un'età molto avanzata.

### Opera poetica
Di al-Ballanūbī è tramandato un esiguo dīwān in cui si contano alcuni brevi componimenti, cinque qaṣīda, e una commossa elegia in memoria della madre morta.
Il poco di lui sopravvissuto non è paragonabile, per livello artistico, al canzoniere, peraltro ben più ampio, del suo collega siracusano Ibn Hamdis. In Ballanūbī si trovano, trattati con originalità e virtuosismo, motivi e temi classici della lirica araba, ma, a differenza di Ibn Hamdis, non vi si rinviene alcun riferimento a dettagli della sua esistenza reale o a eventi della vita nella Sicilia di epoca musulmana, salvo il vago appiglio biografico costituito dalle dediche in lode presenti in due qaside. Assente è anche, almeno nel poco che si è tramandato, il tema poetico del rimpianto per la natia terra siciliana, così vivo e struggente, invece, nella poetica dell'esule Ibn Hamdis. In particolare, nessun accenno si trova ai Normanni: non doveva essergli congeniale l'invettiva (hijāʾ) contro gli invasori venuti dal Nord, dal momento che essa rimane estranea ai temi della sua poesia, a differenza di quanto accade in altri poeti arabo-siciliani che avevano fatto esperienza di quella conquista.

#### Edizioni
Del suo sparuto canzoniere esiste una traduzione italiana curata da Celestino Schiaparelli, rimasta nel novero delle opere inedite dell'arabista italiano, ma tuttora conservata presso la Biblioteca della Scuola Orientale di Roma (oggi Dipartimento Italiano di Studi Orientali). La raccolta e l'edizione di quanto rimaneva del dīwān di al-Ballanūbī furono curate da Umberto Rizzitano. 
Nel 2021 è stato pubblicato uno studio completo a cura di Ilenia Licitra, dell'Università di Catania: Il Canzoniere di al-Ballanūbī: studio, edizioni, traduzioni (Roma, Istituto per l'Oriente Carlo Alfonso Nallino).
Un'edizione araba del canzoniere, curata da Hilāl Nājī, è stata pubblicata a Baghdad nel 1976.
Traduzioni di alcune sue liriche sono raccolte nell'antologia Poeti arabi di Sicilia, curata da Francesca Maria Corrao per Arnoldo Mondadori Editore (1987), opera ripubblicata da Mesogea nel 2002.
Quattro delle sue liriche, tratte dall'antologia della Corrao e curate da Jolanda Insana e Valerio Magrelli, sono inserite nella silloge Poesia: antologia illustrata di Elisa Marinelli (2002): i motivi ispiratori dei quattro brani sono la fugacità della gioia e del piacere (Gioisci delle arance che raccogli) e i temi, classici per la poesia araba di Sicilia, della distanza dell'amato e dell'abbandono (Venne a trovarmi..., Fino a quando l'innamorato avrà pazienza?, O mio amante amato...).